# Bindawa
Bindawa è una città della Repubblica Federale della Nigeria appartenente allo stato di Katsina. È capoluogo dell'omonima area a governo locale (local government area) che si estende su una superficie di 398 km² e conta una popolazione di 152.356 abitanti.